# Ambohimanga Sud
Ambohimanga Sud is een plaats en gemeente in Madagaskar gelegen in het district Ifanadiana van de regio Vatovavy-Fitovinany. Er woonden bij de volkstelling in 2001 ongeveer 13.000 mensen.
In de plaats is basisonderwijs en voortgezet onderwijs voor jonge kinderen beschikbaar. 95% van de bevolking is landbouwer. Het belangrijkste gewas is bonen en rijst, maar er wordt ook koffie en cassave verbouwd. 5% van de bevolking is werkzaam in de dienstensector.

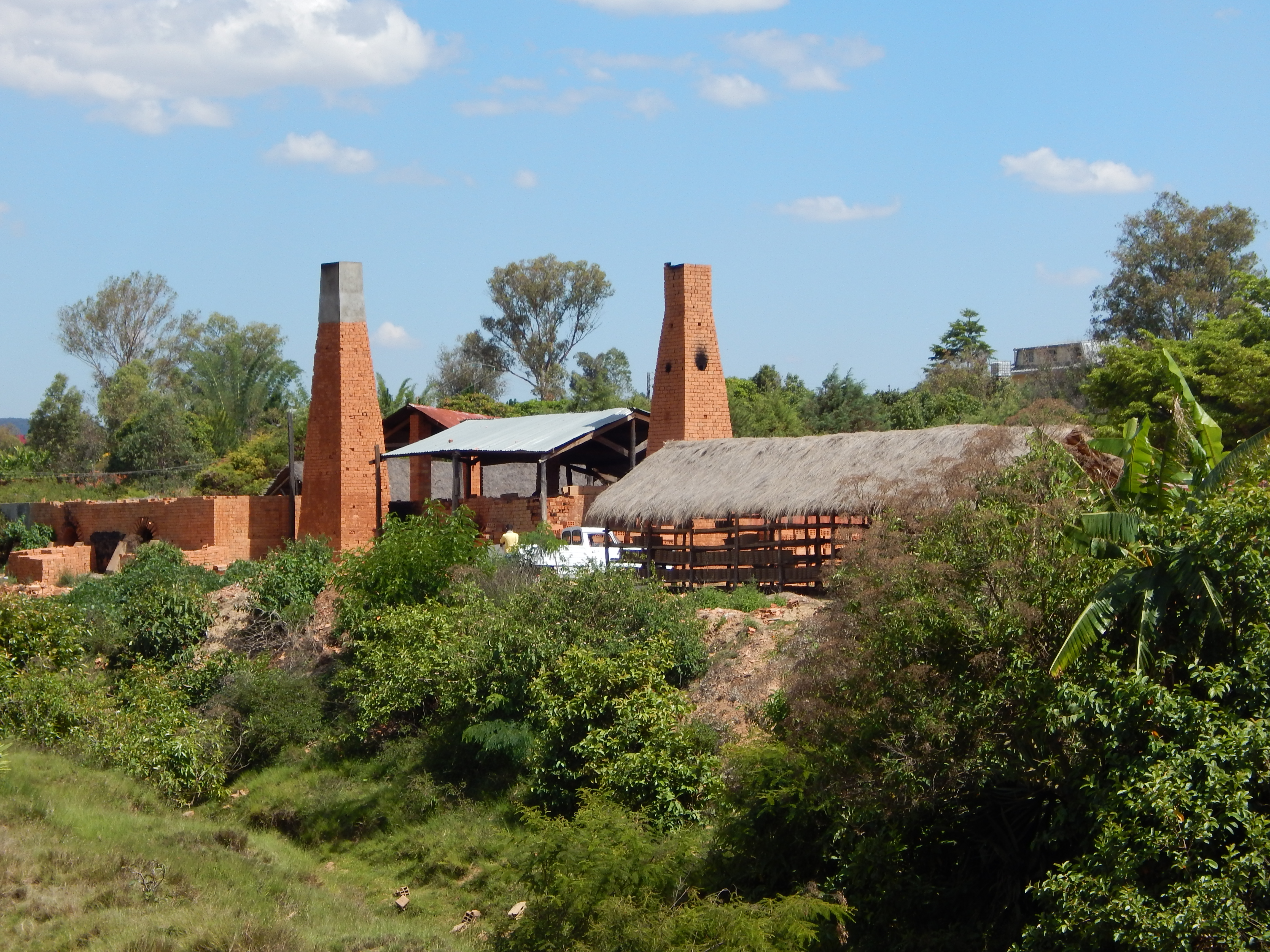
Steenfabriek